# Аргайл (Манітоба)
Аргайл (англ. Argyle) — сільський муніципалітет в Канаді, у провінції Манітоба.

## Населення
За даними перепису 2016 року, сільський муніципалітет нараховував 1025 осіб, показавши скорочення на 4,3%, порівняно з 2011-м роком. Середня густина населення становила 1,3 осіб/км².
З офіційних мов обидвома одночасно володіли 55 жителів, тільки англійською — 935. Усього 30 осіб вважали рідною мовою не одну з офіційних, з них 5 — українську.
Працездатне населення становило 64,4% усього населення, рівень безробіття — 5,8% (5,7% серед чоловіків та 4% серед жінок). 63,1% осіб були найманими працівниками, а 36,9% — самозайнятими.
Середній дохід на особу становив $36 546 (медіана $30 251), при цьому для чоловіків — $38 325, а для жінок $34 865 (медіани — $32 640 та $27 520 відповідно).
28,1% мешканців мали закінчену шкільну освіту, не мали закінченої шкільної освіти — 36,3%, 35% мали післяшкільну освіту, з яких 14,3% мали диплом бакалавра, або вищий.
| Статево-вікова структура населення | Статево-вікова структура населення | Статево-вікова структура населення | Статево-вікова структура населення | Статево-вікова структура населення |
| ---------------------------------- | ---------------------------------- | ---------------------------------- | ---------------------------------- | ---------------------------------- |
|                                    |                                    |                                    |                                    |                                    |
| Всього                             | Всього                             | 51,7%48,3%                         |                                    |                                    |
| 0 — 14 років                       | 0 — 14 років                       |                                    | 15,8%                              | 15,8%                              |
| 15 — 64 років                      | 15 — 64 років                      |                                    | 60,1%                              | 60,1%                              |
| 65 і більше                        | 65 і більше                        |                                    | 24,1%                              | 24,1%                              |
| 85 і більше                        | 85 і більше                        |                                    | 3%                                 | 3%                                 |
| Середній вік (років)               | Середній вік (років)               | 43,946,5                           | 45,2                               | 45,2                               |
| Медіана (років)                    | Медіана (років)                    | 47,849,7                           | 48,9                               | 48,9                               |
| — чоловіки — жінки                 |                                    |                                    |                                    |                                    |

| Походження мешканців:     | Походження мешканців:     | Походження мешканців: | Походження мешканців: | Походження мешканців: |
| ------------------------- | ------------------------- | --------------------- | --------------------- | --------------------- |
| Походження                |                           |                       | осіб                  | %                     |
| Корінні американці        | Корінні американці        |                       | 35                    | 3.7%                  |
| Інше північноамериканське | Інше північноамериканське |                       | 290                   | 30.69%                |
| Європейське               | Європейське               |                       | 765                   | 80.95%                |
| британське                | британське                |                       | 425                   | 44.97%                |
| французьке                | французьке                |                       | 185                   | 19.58%                |
| українське                | українське                |                       | 70                    | 7.41%                 |

| Зайнятість населення за галузями (за класифікацією NOC): | Зайнятість населення за галузями (за класифікацією NOC): | Зайнятість населення за галузями (за класифікацією NOC): | Зайнятість населення за галузями (за класифікацією NOC): | Зайнятість населення за галузями (за класифікацією NOC): |
| -------------------------------------------------------- | -------------------------------------------------------- | -------------------------------------------------------- | -------------------------------------------------------- | -------------------------------------------------------- |
|                                                          |                                                          |                                                          |                                                          |                                                          |
| Управління                                               | Управління                                               |                                                          | 32%                                                      | 32%                                                      |
| Бізнес, фінанси та адміністрування                       | Бізнес, фінанси та адміністрування                       |                                                          | 7,8%                                                     | 7,8%                                                     |
| Природничі та прикладні науки                            | Природничі та прикладні науки                            |                                                          | 1,9%                                                     | 1,9%                                                     |
| Охорона здоров'я                                         | Охорона здоров'я                                         |                                                          | 9,7%                                                     | 9,7%                                                     |
| Освіта, правозахист, муніципальні та урядові служби      | Освіта, правозахист, муніципальні та урядові служби      |                                                          | 7,8%                                                     | 7,8%                                                     |
| Мистецтво, культура, відпочинок та спорт                 | Мистецтво, культура, відпочинок та спорт                 |                                                          | 1,9%                                                     | 1,9%                                                     |
| Роздрібна торгівля та послуги                            | Роздрібна торгівля та послуги                            |                                                          | 13,6%                                                    | 13,6%                                                    |
| Гуртова торгівля, транспорт та обладнання                | Гуртова торгівля, транспорт та обладнання                |                                                          | 15,5%                                                    | 15,5%                                                    |
| Природні ресурси, сільське господарство                  | Природні ресурси, сільське господарство                  |                                                          | 9,7%                                                     | 9,7%                                                     |

## Клімат
Середня річна температура становить 2,6°C, середня максимальна – 24,2°C, а середня мінімальна – -23,4°C. Середня річна кількість опадів – 526 мм.
| Клімат поселення                              | Клімат поселення | Клімат поселення | Клімат поселення | Клімат поселення | Клімат поселення | Клімат поселення | Клімат поселення | Клімат поселення | Клімат поселення | Клімат поселення | Клімат поселення | Клімат поселення | Клімат поселення |
| Показник                                      | Січ.             | Лют.             | Бер.             | Квіт.            | Трав.            | Черв.            | Лип.             | Серп.            | Вер.             | Жовт.            | Лист.            | Груд.            |                  |
| Середній максимум, °C                         | −10,79           | −7,03            | −0,42            | 9,35             | 17,55            | 22,88            | 24,17            | 23,02            | 17,56            | 10,56            | 0,46             | −8,59            |                  |
| Середня температура, °C                       | −17,12           | −13,31           | −6,72            | 3,00             | 11,24            | 16,56            | 19,20            | 18,10            | 12,60            | 5,60             | −4,5             | −13,52           |                  |
| Середній мінімум, °C                          | −23,42           | −19,65           | −13,06           | −3,3             | 4,93             | 10,24            | 14,27            | 13,12            | 7,67             | 0,67             | −9,42            | −18,48           |                  |
| Норма опадів, мм                              | 21               | 20               | 25               | 26               | 67               | 91               | 74               | 69               | 44               | 38               | 25               | 26               |                  |
| Середньомісячна швидкість вітру, м/с          | 4.40             | 4.40             | 4.50             | 4.70             | 4.80             | 4.20             | 3.60             | 3.80             | 4.20             | 4.50             | 4.50             | 4.40             |                  |
| Середньомісячна сонячна радіація, кДж/м²·день | 4253             | 7617             | 12646            | 17113            | 19997            | 21354            | 22004            | 18758            | 13131            | 7987             | 4381             | 3314             |                  |
| --------------------------------------------- | ---------------- | ---------------- | ---------------- | ---------------- | ---------------- | ---------------- | ---------------- | ---------------- | ---------------- | ---------------- | ---------------- | ---------------- | ---------------- |
| Джерело:                                      |                  |                  |                  |                  |                  |                  |                  |                  |                  |                  |                  |                  |                  |